# 핸드 드럼
핸드 드럼(Hand drum)은 일반적으로 스틱, 메, 망치 또는 다른 종류의 비터 대신 맨 손으로 연주하는 모든 종류의 북이다.

## 종류
다음 설명은 전통적인 드럼 버전을 나타낸다. 나열된 드럼 대부분 또는 전부는 다양한 제조사에서 현대 합성 버전을 구할 수 있다.

### 중동 및 근동
- 타르는 중동 음악에서 흔히 사용되는 프레임 드럼이다.
- 탬버린은 셸에 징글이 부착된 프레임 드럼이다.
- 다프와 다예레는 이란의 프레임 드럼이다.
- 가발은 아제르바이잔의 프레임 드럼이다.
- 톤바크는 페르시아의 고블릿 드럼이다.
- 둠벡은 아랍, 유대, 아시리아, 페르시아, 발칸, 그리스, 아르메니아, 아제르바이잔, 터키 음악에서 사용되는 고블릿 모양의 드럼이다.
- 미르와스

### 아프리카
- 서양인들에게 가장 잘 알려진 아프리카 드럼은 고블릿 모양의 크고 헤드가 하나인 젬베이다.
- 아시코는 원뿔대 모양의 또 다른 아프리카 드럼이다. 젬베와 비슷하게 로프 튜닝을 한다. 이 드럼은 직선적인 측면을 가지고 있는 것으로 쉽게 인식된다 (실제로는 대부분 약간의 곡선을 가지고 있지만 다른 핸드 드럼에 비해 직선적으로 보인다). 아시코는 대중적인 믿음과는 달리 전통적으로 가젤과 같은 야생 동물 가죽으로 만든다. 대부분의 현대 아시코는 편의상 또는 법률상의 이유로 염소 가죽으로 만들어진다. 전통적인 소리에 더 가까운 아시코는 게임 가죽을 모방한 엄선된 염소 가죽이나 사슴 가죽을 사용하여 만들 수 있다 (이는 더 자주 튜닝하고 유지 관리해야 한다). 아시코 드럼은 꽤 인기가 있지만 다른 종류의 핸드 드럼보다는 덜하며, 전통적인 소리를 내기 어려운 점이 덜 흔한 이유일 것이다. 일반적으로 사용되는 대부분의 아시코는 다른 종류의 가죽을 사용하여 비전통적인 소리를 낸다.
- 부가라부는 소 가죽 헤드가 있는 아프리카 드럼이다. 드럼의 베이스는 젬베보다 짧고 고블릿 모양은 덜 뚜렷하다. (이것은 일부 사람들에게는 콩가의 아프리카 전통 전신으로 여겨진다.)
- 둔둔 말하는 북은 서아프리카의 요루바족에게 인기 있는 모래시계 모양의 드럼 종류이다. 둔둔은 문자 그대로 "달콤한 소리"로 번역된다. 이 종류에는 앙상블에서 가장 큰 이야 일루(어머니 북)와 이진, 간간, 아다모와 같은 다른 작은 범주가 포함되며, 앙상블에서 가장 작은 것은 카나고라고 한다. 요루바 지역의 부분에 따라 다른 종류의 둔둔 드럼이 있을 수 있다.
- 바타 드럼은 종종 요루바, 쿠바, 브라질에서 상고를 영적으로 숭배하는 데 사용된다. 이야 일루(어머니 북)와 다른 작은 드럼 범주에 드럼이 있다. 오멜레 바타는 바타 드럼 범주에 속하는 세 개의 묶인 드럼 묶음이다.
- 구두-구두 드럼은 둔둔과 바타 드럼 범주 모두에서 사용되는 페이스 메이커 드럼이다.
- 벰베 드럼은 요루바 베이스 드럼이다. 전문 음악가와 군대/학교 퍼레이드에서 사용되는 드럼 세트의 현대 베이스 드럼은 수정된 벰베 드럼의 한 예이다.
- 이페세 드럼은 이파의 요루바 영적 숭배에 사용된다.
- 이그빈 드럼은 오바탈라의 요루바 영적 숭배에 사용된다.
- 둔둔이라는 또 다른 종류의 드럼 가족은 기니 출신이다. 이것은 요루바 말하는 북과는 다르다. 둔둔 송바와 켄케 세 가지 종류의 드럼이 있다.

### 라틴 타악기
- 콩가와 봉고는 모든 종류의 라틴 아메리카 음악, 특히 카리브해, 중앙 아메리카 및 북부 남아메리카 지역, 그리고 동부 남아메리카의 브라질에 필수적이다. 이는 민속 음악(온두라스의 푼타, 쿠바의 산테리아, 쿠바의 룸바 등)과 메렝게, 살사, 손 쿠바노, 볼레로, 바차타, 쿰비아, 라틴 재즈 등의 대중 음악 모두에서 사용된다.
- 탐보라, 스틱과 손으로 모두 연주하는 양면 드럼은 도미니카 공화국의 메렝게 춤에 필수적이다.
- 프리메라 & 세군다 드럼은 온두라스의 아프리카 원주민 가리푸나 공동체에 특별히 속하는 단면 드럼이며, 다른 타악기와 함께 연주되어 푼타 음악을 만든다. 뿐만 아니라 얀쿠누도 마찬가지이다. 그 기원은 반투족과 넓게는 서아프리카에서 비롯된 것으로 생각된다.
- 판데로 또는 플레네라는 프레임 드럼 그룹에 속하는 타악기이다. 푸에르토리코의 이 핸드 드럼 세트는 일반적으로 플레나 음악에서 연주된다. 솔로를 연주하기 위한 프리모 또는 레킨토, 세군도 또는 세기두르, 그리고 고정된 리듬을 연주하기 위한 테르세로 또는 툼바도르의 세 가지 크기가 있다.
- 마라카스와 팀발레스는 대중 음악에서 널리 연주된다.
- 카혼은 페루에서 유래한 상자 모양의 타악기로, 주로 아프리카 페루 음악, 그리고 플라멩코와 재즈의 현대 스타일에서 연주된다.
- 이루는 페르남부쿠와 세아라에서 인기가 있다.

### 극동 및 인도
- 타블라는 인도 음악의 중심이다.

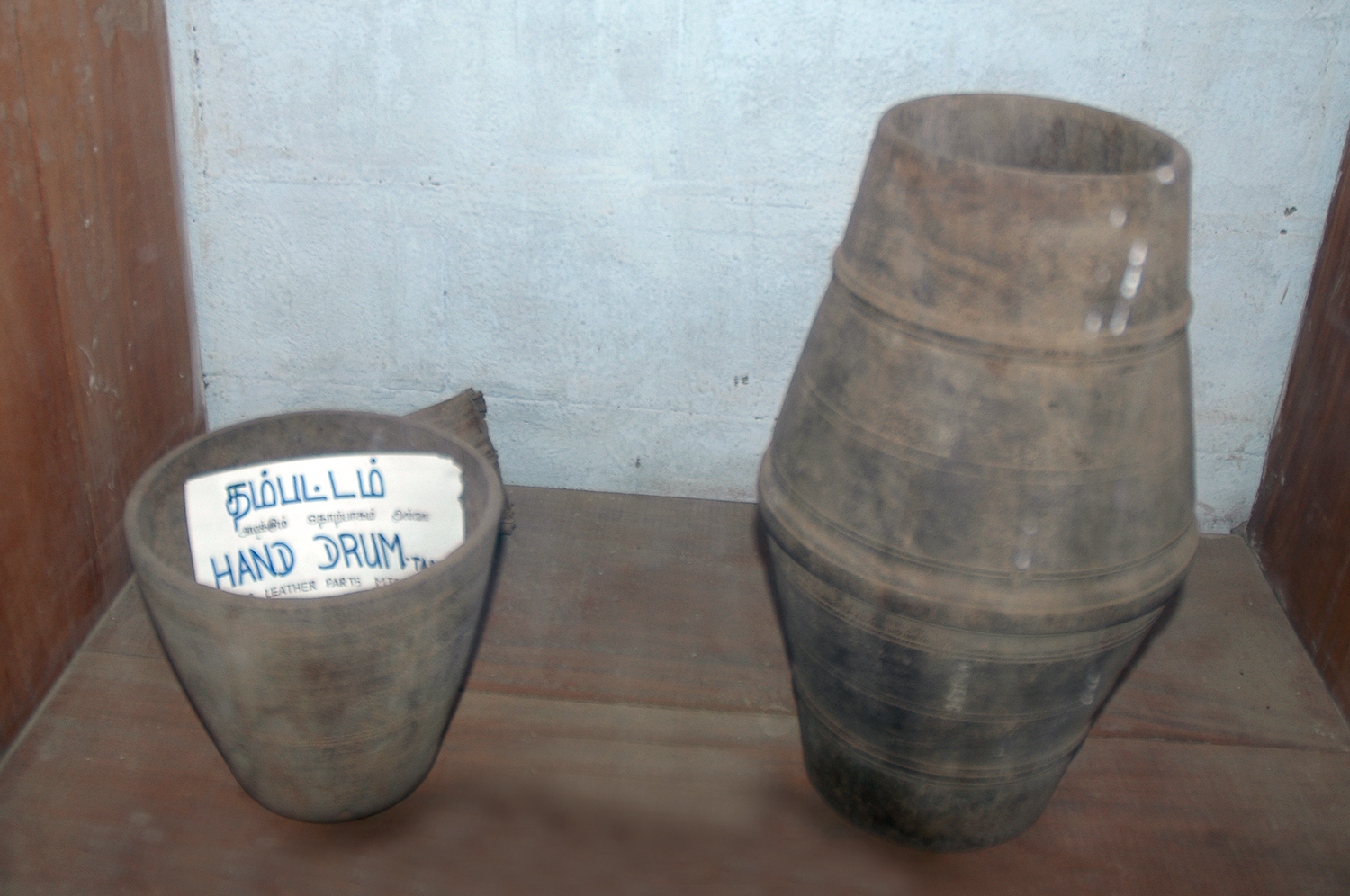
스리랑카 자프나 고고학 박물관에 있는 가죽이 없는 고대 핸드 드럼.

- 므리당감은 인도 고전(카르나타카) 음악에서 중요한 자리를 차지한다.
- 칸지라는 카르나타카 음악에서 므리당감에 동행한다.
- 라바나 또는 라반, 가타 베라, 야크 베라, 우다키야는 스리랑카 음악에서 사용된다.
- 다울라의 한쪽 드럼 헤드는 손으로 연주하며, 이는 스리랑카에서도 사용된다.
- 돌키는 스리랑카와 인도 모두에서 사용된다.
- 클롱 야오는 태국의 "긴 드럼"으로, 길쭉하거나 늘어난 고블릿 모양이며 로프 튜닝을 한다.
- 쓰즈미(고쓰즈미)와 오쓰즈미는 일본의 핸드 드럼으로, 전통적인 노와 가부키 극장에서 사용된다.
  - 덴덴다이코는 신도 불교 의식 등에서 사용되는 일본의 휴대용 드럼이다.

### 유럽
- 아일랜드의 보란은 때때로 맨손으로 연주된다.

### 북아메리카
- 파우와우에서 사용되는 드럼은 핸드 드럼이라고 불리지만, 일반적으로 메로 사용된다.[1]